# FreeMove
| Orange      |
| TIM         |
| T-Mobile    |
| TeliaSonera |

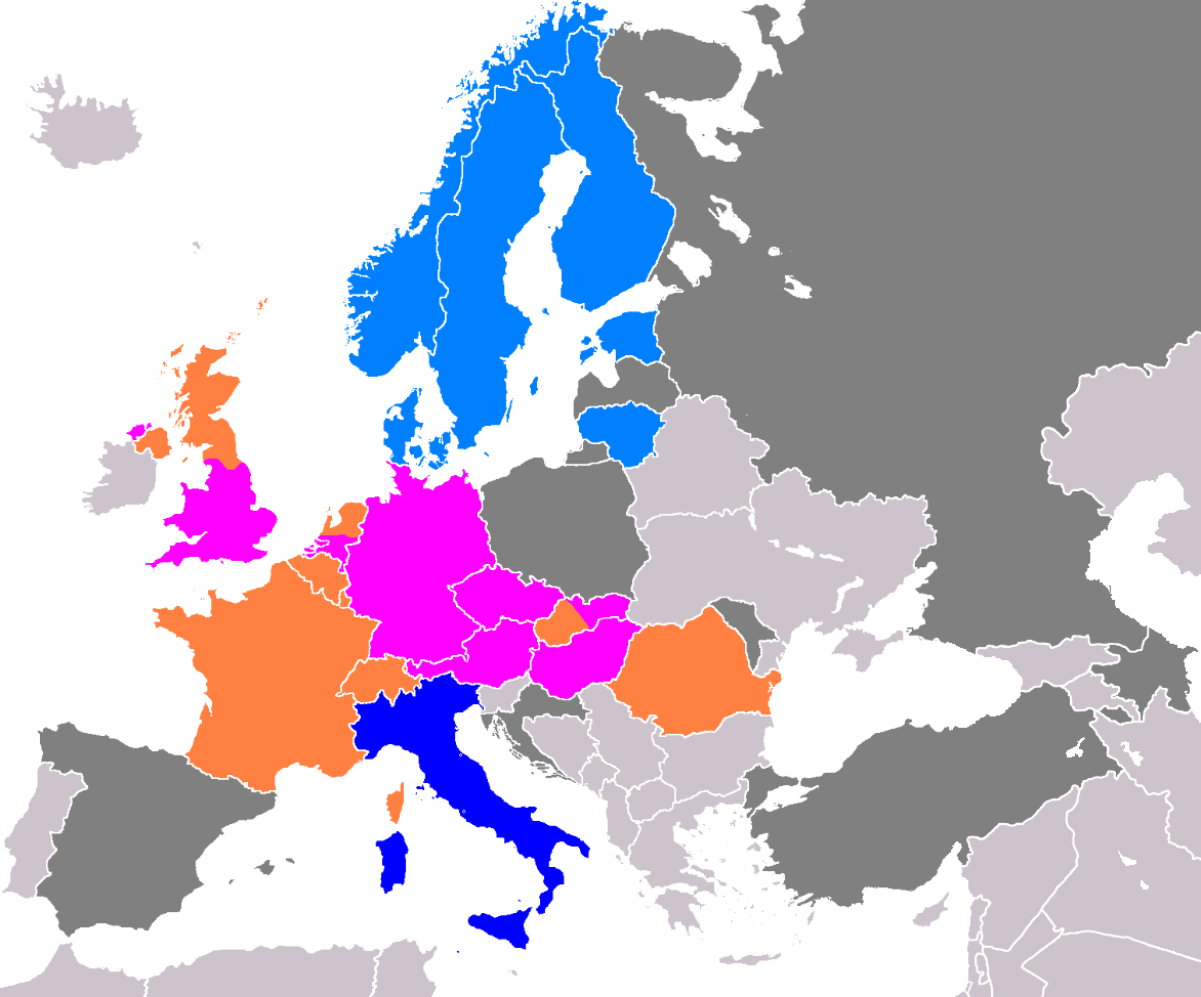
Alleanza FreeMove in Europa:

FreeMove è un'alleanza, costituita nel 2003, che riunisce alcuni dei principali operatori mobili del mondo. In Europa questa alleanza ha come scopo principale quello di incentivare e semplificare l'utilizzo del telefono cellulare all'estero con il roaming internazionale, nonché di offrire servizi mobili alle aziende multinazionali, attraverso una forza vendita dedicata.
L'attività dell'alleanza si estende anche all'America del Nord e del Sud, ed alcuni degli operatori che ne fanno parte sono presenti in Africa e Medio Oriente. In Europa copre circa 230 000 000 di clienti.
Gli operatori che ne fanno parte sono: Orange (sussidiaria di France Télécom), T-Mobile (sussidiaria di Deutsche Telekom), TIM (sussidiaria di Telecom Italia). L'operatore TeliaSonera è entrato a far parte di FreeMove nel 2006.
Fino al mese di gennaio 2006 ne faceva parte anche Movistar (sussidiaria di Telefónica), che però ha lasciato l'alleanza a seguito dell'acquisizione dell'operatore mobile O2 (Irlanda, Regno Unito e Germania).
L'alleanza è simile alla Starmap Mobile Alliance.

## Paesi e compagnie telefoniche

### TIM
- Italia
- San Marino
- Brasile

### Orange
- Belgio (Mobistar)
- Francia
- Liechtenstein
- Lussemburgo
- Moldavia
- Polonia
- Portogallo (Optimus)
- Romania
- Slovacchia
- Spagna
- Svizzera
- Regno Unito (Fuso con T-Mobile per fondare EE)

### T-Mobile
- Austria
- Bulgaria
- Croazia
- Rep. Ceca
- Germania
- Grecia
- Ungheria
- Macedonia del Nord
- Montenegro
- Paesi Bassi
- Polonia (Polska Telefonia Cyfrowa)
- Regno Unito
- Slovacchia
- Ungheria
- Stati Uniti

### TeliaSonera
- Danimarca (Telia)
- Estonia (As Emt)
- Finlandia (Sonera)
- Lettonia (LMT Sia)
- Lituania (Omnitel)
- Moldavia (Tella)
- Norvegia (NetCom)
- Svezia (Telia)
- Slovenia (Mobitel)